# Сендзівує
Сендзівує (пол. Sędziwuje) — село в Польщі, у гміні Замбрув Замбровського повіту Підляського воєводства.
Населення — 191 особа (2011).
У 1975-1998 роках село належало до Ломжинського воєводства.

## Демографія
Демографічна структура станом на 31 березня 2011 року:
|          | Загалом | Допрацездатний вік | Працездатний вік | Постпрацездатний вік |
| -------- | ------- | ------------------ | ---------------- | -------------------- |
| Чоловіки | 102     | 21                 | 70               | 11                   |
| Жінки    | 89      | 15                 | 54               | 20                   |
| Разом    | 191     | 36                 | 124              | 31                   |